# Équipe de Nouvelle-Zélande de rugby à XV au tri-nations 2005
L'équipe de Nouvelle-Zélande au tri-nations 2006 est composée de 26 joueurs. Elle termine première de la compétition avec 15 points, trois victoires et une défaite. C'est le sixième titre des All-Blacks dans la compétition.

## Effectif

### Première ligne
- Tony Woodcock
- Carl Hayman
- Greg Somerville
- Keven Mealamu
- Derren Witcombe

### Deuxième ligne
- Chris Jack
- Ali Williams
- James Ryan

### Troisième ligne
- Jerry Collins
- Rodney So'oialo
- Richie McCaw
- Marty Holah
- Sione Lauaki

### Demi de mêlée
- Byron Kelleher
- Piri Weepu

### Demi d’ouverture
- Daniel Carter
- Leon MacDonald
- Luke McAlister

### Trois quart centre
- Tana Umaga  (capitaine)
- Aaron Mauger

### Trois quart aile
- Doug Howlett
- Joe Rokocoko
- Mils Muliaina
- Rico Gear

### Arrière
- Mils Muliaina
- Leon MacDonald